# Walter Nippold
Walter Nippold (* 26. Januar 1892 in Hannover; † 14. August 1970 in Göttingen) war ein deutscher Anthropologe. 

## Leben
Während des Ersten Weltkriegs wurde Nippold schwer verwundet und verlor seinen rechten Arm. Nach dem Krieg studierte er in Göttingen zunächst Geographie und Geschichte, bevor er sich 1928 der Ethnologie zuwandte. Ab 1935 arbeitete er als Assistent und von 1953 bis zur Pensionierung 1957 als beamteter Kustos der Anthropologischen Sammlung in Göttingen. 1936 promovierte er bei Hans Plischke (1890–1972) mit der Arbeit Rassen- und Kulturgeschichte der Negrito-Völker Südost-Asiens. Zusammen mit Werner Lang und Günther Spannaus gab er die Plischke-Festschrift heraus: Von fremden Völkern und Kulturen. Beiträge zur Völkerkunde. Hans Plischke zum 65. Geburtstag gewidmet von seinen Kollegen und Freunden, Schülern und Mitarbeitern (Droste, Düsseldorf 1955). Sein Buch Individuum und Gemeinschaft bei den Pygmäen, Buschmännern und Negrito-Völkern Südost-Asiens erschien 1960. Für die Schebesta-Festschrift zum 75. Geburtstag (Wien-Mödling, St. Gabriel 1963) lieferte er den Beitrag Lebensraum und Weltbild der Andamaner. Lange Zeit betreute er den völkerkundlichen Unterricht am Deutschen Institut für tropische und subtropische Landwirtschaft in Witzenhausen.